# Robert Chorley (1er baron Chorley)
Robert Samuel Theodore Chorley, 1er baron Chorley (29 mai 1895 - 27 janvier 1978), est un juriste britannique, fonctionnaire et homme politique travailliste.

## Biographie
Il est le fils de Richard Fisher Chorley de Kendal, Westmorland, et de son épouse Annie Elizabeth Frost. Il fait ses études à la Kendal Grammar School et au Queen's College, à Oxford, et sert au ministère des Affaires étrangères et au ministère du Travail pendant la Première Guerre mondiale. Il est admis au Barreau, Inner Temple, en 1920, et est tuteur à la Law Society's School of Law de 1920 à 1924, professeur en droit commercial de 1924 à 1930, professeur de la chaire Sir Ernest Cassel de droit commercial et industriel à l'Université de Londres de 1930 à 1946 et doyen de la faculté de droit de l'Université de Londres de 1939 à 1942. Pendant la Seconde Guerre mondiale Chorley est directeur du ministère de l'Intérieur entre 1940 et 1941, sous-secrétaire du ministre de la Sécurité intérieure de 1941 à 1942 et sous-commissaire régional pour la défense civile (région du Nord-Ouest) de 1942 à 1944.
Il se présente sans succès en tant que candidat travailliste pour Northwich en juillet 1945, mais le 16 novembre de la même année, il est élevé à la pairie en tant que baron Chorley, de Kendal dans le comté de Westmorland. Il sert sous Clement Attlee comme Lord-in-waiting (whip du gouvernement) à la Chambre des lords entre 1945 et 1950.
Il participe activement à l'Association des professeurs d'université, comme président de 1947 à 1948 et secrétaire général honoraire de 1953 à 1965.
Lord Chorley épouse Katharine, fille d'Edward Hopkinson, en 1925. Elle contribuera plus tard à l'œuvre de CEM Joad en 1948, The English Counties Illustrated, en écrivant les chapitres sur Westmorland et Cumberland. Ils ont eu deux fils et une fille. Il meurt en janvier 1978, âgé de 82 ans, et est remplacé dans la baronnie par son fils aîné Roger. Lady Chorley est décédée en 1985.